# Jonah Crane
Jonah Crane là cựu quan chức Bộ Tài chính, luật sư và cố vấn ngành công nghệ tài chính. Trong thời gian làm việc tại Bộ Ngân khố, Crane từng là Phó Trợ lý Thư ký cho Hội đồng Giám sát Ổn định Tài chính. Là cựu nhân viên văn phòng Thượng viện của Lãnh đạo phe thiểu số Thượng viện Chuck Schumer, Crane hiện là Người điều hành khu vực cư trú tại Phòng thí nghiệm Đổi mới FinTech. Crane là một luật sư chuyên nghiệp đã nhận bằng luật từ Trường Luật Đại học New York, Crane trước đây đã làm việc tại Milbank, Tweed, Hadley & McCloy LLP ở New York.